# شاه لیر (فیلم ۱۹۷۱ بریتانیا)
شاه لیر (انگلیسی: King Lear) فیلمی به کارگردانی پیتر بروک است که در سال ۱۹۷۱ منتشر شد. از بازیگران آن می‌توان به پل اسکوفیلد و آلن وب اشاره کرد.